# Cathartes
Cathartes is een geslacht van vogels uit de familie van de gieren van de Nieuwe Wereld (Cathartidae). De drie soorten uit dit geslacht zijn de enige roofvogels waarvan met zekerheid bekend is dat ze hun reukzintuig gebruiken bij het zoeken naar voedsel.

## Soorten
- Cathartes aura – Roodkopgier
- Cathartes burrovianus – Kleine geelkopgier
- Cathartes melambrotus – Grote geelkopgier

### Uitgestorven
- †Cathartes emsliei